# Những cô gái trong thành phố
Những cô gái trong thành phố (tên cũ: Cơn mưa ngang qua) là một bộ phim truyền hình được thực hiện bởi Trung tâm Phim truyền hình Việt Nam, Đài Truyền hình Việt Nam do Vũ Trường Khoa làm đạo diễn. Phim được lấy cảm hứng từ bộ phim Những cánh hoa trước gió của đạo diễn Đỗ Chí Hướng. Phim phát sóng vào lúc 21h50 thứ 4, 5 hàng tuần bắt đầu từ ngày 19 tháng 12 năm 2018 và kết thúc vào ngày 18 tháng 4 năm 2019 trên kênh VTV3.

## Nội dung
Những cô gái trong thành phố xoay quanh số phận của bốn cô gái trẻ lần lượt là Lan (Kim Oanh), Cúc (Lương Thu Trang), Trúc (Mai Anh) và Mai (Lương Thanh). Mỗi người mỗi hoàn cảnh, vì muốn đổi đời, họ lên thành phố làm công nhân may trong một khu công nghiệp và phải đối mặt với vô vàn cám dỗ nơi thành phố. Người may mắn tìm được hạnh phúc. Người không vượt qua được những cạm bẫy để rồi sa ngã... Nhưng sau tất cả, bản chất trong sáng, lương thiện trong mỗi cô gái vẫn vẹn nguyên...

## Diễn viên

### Diễn viên chính
- Lương Thu Trang trong vai Cúc[5]
- Nguyễn Kim Oanh trong vai Lan[2]
- Hoàng Mai Anh trong vai Trúc[6]
- Lương Thanh trong vai Mai[7]

### Diễn viên phụ
- Công Lý trong vai Lâm "đồ tể"
- Thúy An trong vai Ly
- Ngọc Thu trong vai Mẹ Cúc
- Thanh Hiền trong vai Mẹ Mai
- Chí Nhân trong vai Bách
- Thúy Hà trong vai Thuận
- Lưu Mạnh Dũng trong vai Đức
- Bình An trong vai Tùng
- Ngọc Tản trong vai Bà Thiện
- Anh Thơ trong vai Cô Mai
- Hằng Nga trong vai Lành
- Sùng Lãm trong vai Thanh
- Ngọc Crystal Eyes trong vai Hoài Xuân
- Trần Nhượng trong vai Ông Khanh
- Danh Thái trong vai Long
- Viết Thái trong vai Lý
- Thu Huyền trong vai Hoa
- Việt Hoa trong vai Nhung
- Hà Anh trong vai Trâm Anh
- Lệ Mỹ trong vai Bà Hoạt
- Phú Kiên trong vai Ngọc
- Thế Bình trong vai Giám đốc
- Hồng Liên trong vai Mẹ Trúc
- Quách Xuân Thông trong vai Long
- Liên Tít trong vai Tơ
- Ngọc Minh trong vai Bố Lan
- Mai Lý trong vai Dì Lan
- Hoài Trung trong vai Công
- Hồng Nhung trong vai Bống
- Vũ Phong trong vai Tèo
- Minh Phương trong vai Hanh
- Thái Tuồng trong vai Bạn Lâm
- Phí Thùy Linh trong vai Thương
- Đức Trung trong vai Bạn Tùng
- Thanh Trang trong vai Tuyên
- Hoàng Mai trong vai Sỹ
- Thu An trong vai Bà giúp việc

Cùng một số diễn viên khác...

## Nhạc phim
- Giấc mơ muộn màng[8]

Sáng tác: Lê Anh Dũng
Thể hiện: Bằng Kiều
- Cơn mưa ngang qua

Sáng tác: Phùng Tiến Minh
Thể hiện: Khánh Linh

## Giải thưởng
| Năm  | Giải thưởng  | Hạng mục                  | (Người) đề cử | Kết quả | Tham khảo |
| ---- | ------------ | ------------------------- | ------------- | ------- | --------- |
| 2019 | Ấn tượng VTV | Phim truyền hình ấn tượng | —             | Đề cử   | [ 9 ]     |